# Джосе Ризал Мануа
Джосе Ризал Мануа (индон. Jose Rizal Manua; р. 14 сентября 1954, Паданг) — индонезийский режиссёр, киноактер, основатель детского театра «Театр Родины».

Группа актёров детского индонезийского театра «Театр Родины» во главе с руководителем Джосе Ризалом Мануа (второй справа) перед театром Эрмитаж в Москве, где проходил Всемирный фестиваль детских театров (2008)

## Краткая биография
Окончил театральный факультет Джакарского Института искусства (1986) и магистратуру по классу кинематографии Института искусства Индонезии (Суракарта, 2015). Является основателем трех театров: Театр Адинда (1975, совместно с Йосом Марутха Эффенди), Мастерская декламации книжной галереи (1986, Джакарта) и детского театра «Театр Родины» (1988). Снимался также в кино и озвучивал ряд мультипликационных фильмов. Основанный им детский театр «Театр Родины» завоевал несколько престижных призов на международных театральных фестивалях, участвовал в праздновании Всемирного дня ребёнка ООН в Дворце наций в Женеве(2008) с постановкой «Мир!» (по рассказу Путу Виджаи).

## Фильмография[4]
- Уруг (Oeroeg, 1993, по повести Хеллы Хаассе, в английском переводе «Черное озеро»)
- Изумрудный пояс (Gordel van smaragd, 1997)
- Время смерти (Kala, 2007, первый индонезийский фильм в стиле «нуар»)
- Брауни (Brownies, 2005)
- Выдумка (Fiksi, 2008)
- Асмара и две Дианы (Asmara Dua Diana, 2009)
- Осуществление мечты (Meraih Mimpi, 2009 — мультфильм, озвучка)

## Награды
- Театральная постановка Театра Родины «Земля в руках детей» (по рассказу Данарто) завоевала 10 золотых медалей на фестивале детских театров АТР в Японии (2004)
- Театральная постановка Театра Родины «Вот это да!» (по рассказу Путу Виджаи) завоевала 19 золотых медалей на фестивале детских театров в Германии (2008)
- Медаль «Satya Lencana Wirakarya» от президента Индонезии Сусило Бамбанга Юдойоно (2008)
- Театральная постановка Театра Родины «Мир!» (по рассказу Путу Виджаи) завоевала две награды (за лучший спектакль и за лучшую режиссуру) на 10 Всемирном фестивале детских театров в Москве (2008)[5]
- Вместе с Театром Родины включен в книгу рекордов Индонезии (2008)[6]

## Семья
- Супруга Нунум Рарасвати
- Дети: Шакти Харимурти (директор по кастингу в кино), Санча Хатулистива (актер), Нуанса Айю Джавадвипа, Нуса Калимасада (актер), Никен Флора Ниджани